# Maicol
Maicol è un film del 1988 diretto da Mario Brenta. 
Ha vinto il Premio Georges Sadoul come miglior film straniero e il premio "Film et Jeunesse" al festival di Cannes.
Il film è stato anche presentato in concorso al festival del cinema di Berlino.

## Trama
Milano. Anita, operaia milanese, è la madre single di Maicol, 5 anni. È un bambino chiuso, estraniato, che sembra uscire dal suo mondo solo di fronte al film Dune. Anita stessa tratta il figlio con freddezza, anteponendogli il rapporto con il fidanzato Giulio, che sembra sempre sul punto di lasciarla.
Non trovando nessuno a cui lasciarlo, una sera Anita porta il figlio ad uno dei suoi appuntamenti. Ad una fermata della metropolitana vede Giulio in compagnia di un'altra donna, e scende di corsa dal vagone. Le porte si chiudono e Maicol resta dentro.
Inizia un viaggio notturno, in cui il piccolo incontrerà diverse persone che si offrono di aiutarlo, ma invano. La corsa finisce al capolinea, dove Maicol viene preso in consegna dalla polizia che si occupa di riconsegnarlo alla madre, la quale - nel frattempo - non si era preoccupata più di tanto, impegnata com'era a cercare il fidanzato.

## Riconoscimenti
- 1988 - Festival di Cannes
  - Premio Film et Jeunesse
- 1988 - Annecy Cinéma Italien
  - Prix CICAE
- 1989 - Premio Georges Sadoul
  - Miglior film straniero